# ووكر بروك
ووكر بروك (بالإنجليزية: Walker Brooke) هو محامي وسياسي أمريكي، ولد في 25 ديسمبر 1813 في مقاطعة كلارك في الولايات المتحدة، وتوفي في 18 فبراير 1869 في فيكسبيرغ في الولايات المتحدة. حزبياً، نشط في حزب اليمين والحزب الديمقراطي. وقد انتخب عضو مجلس ولاية مسيسيبي وانتخب عضو مجلس نواب مسيسيبي وانتخب عضو مجلس الشيوخ الأمريكي.